# Lilian Westcott Hale
Lilian Westcott Hale (Bridgeport, Connecticut, 7 de diciembre de 1880 – Saint Paul, Minnesota, 3 de noviembre de 1963) fue una pintora impresionista estadounidense. 

## Trayectoria
Según los registros originales de los archivos de Bridgeport de 1880 en la Biblioteca Estatal de Connecticut, el censo federal de 1900 y su tumba, nació el 7 de diciembre de 1880 como Lillie Coleman Westcott, siendo sus padres Edward Gardiner Westcott y Harriet Clarke. Su padre fue el presidente del Bridgeport Sharp's Rifle Company a finales de la década de 1870 y su tesorero en 1880. Más tarde se convirtió en el tesorero de la Bridgeport Lee Arms Co. 
Hale estudió en la Hartford Art School con Elizabeth Stevens, y en 1899 con William Merritt Chase en la Shinnecock Hills Summer School of Art en Long Island. Su educación artística continuó en la School of the Museum of Fine Arts de Boston, con Edmund Tarbell. El 11 de junio de 1902, se casó con el artista Philip Leslie Hale, cuyo padre era Edward Everett Hale, y cuya hermana era Ellen Day Hale. Vivían en Dedham, Massachusetts y tuvieron una hija llamada Nancy en 1908.
Su trabajo abarcó tanto dibujo como pinturas, y sus temas incluyeron bodegones y paisajes, aunque quizás es más conocida por sus retratos. En su libro, The Boston Painters, RH Ives Gammell escribió "Tenía un don para elegir el gesto revelador que expresaba su niñera y luego compensar sus líneas dominantes con un entorno elegido adecuadamente para crear un tapiz de formas y colores que encantan a la vista. Sus retratos nos encantan como adornos de pared en el mismo grado en que nos fascinan como revelaciones de carácter. Este doble triunfo es especialmente notable en sus retratos de niños.". Y en el Boston Globe, Christine Temin sobre una exposición que incluía algunas de sus obras declaró: "Sus dibujos están velados en una suave neblina, producto de una técnica basada en miles de trazos verticales. Mientras que otras figuras de esta exposición afirman su importancia, mirando fijamente al espectador, las mujeres de los dibujos de Hale están atrapadas en momentos íntimos y contemplativos. Y mientras que otros interiores de la muestra están llenos de porcelana oriental y finas antigüedades, la habitación sin título de Hale de 1930, con una ventana de múltiples paneles que proyectan sombras geométricas en el suelo, tiene una simplicidad Shaker." Su trabajo está asociado con la Escuela de Boston del Impresionismo americano.
En 1927, Hale ganó un Premio Altman de la Academia Nacional de Dibujo.
Su trabajo forma parte de los fondos del Museo de Bellas Artes de Boston, la Academia Nacional de Diseño, el Museo Metropolitano de Arte, la Colección Phillips, el North Carolina Museum of Art de Cleveland  y el The Cleveland Museum of Art. 
Sus papeles se encuentran entre los Documentos de la Familia Hale en el Smith College.

## Galería

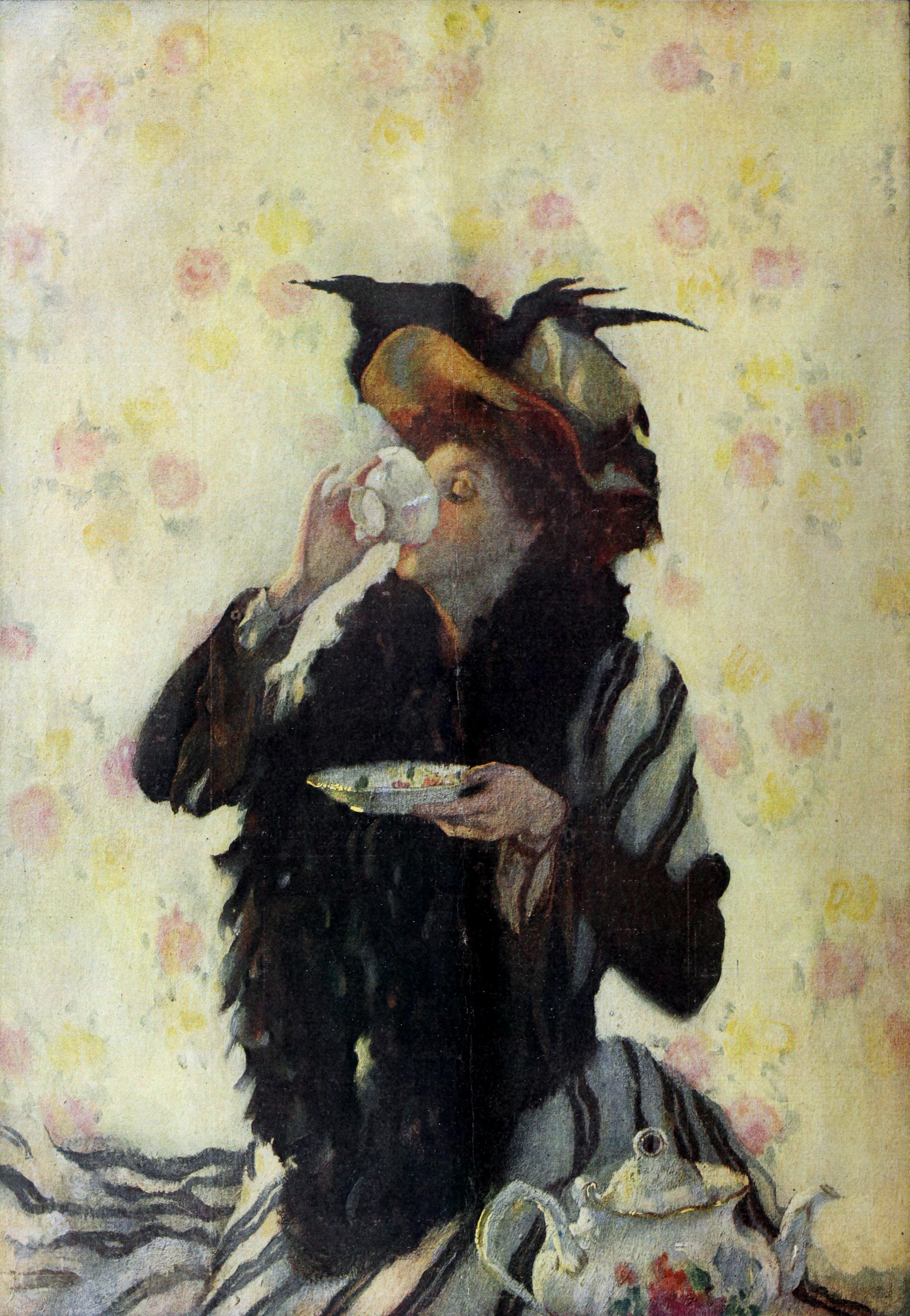
A Cup of Tea
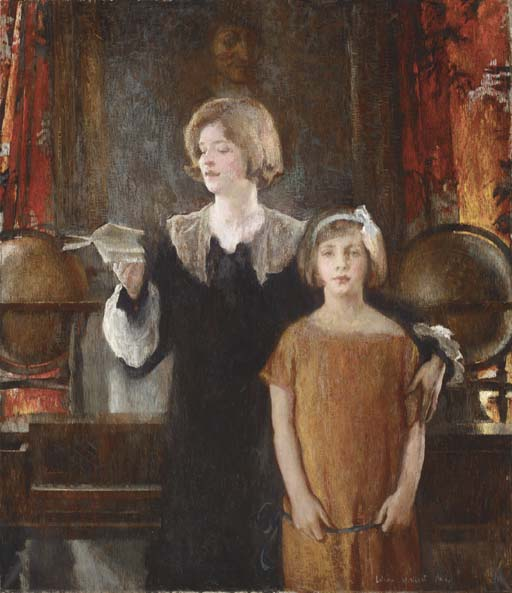
Song of the Spheres